# Họ Dây gối
Họ Dây gối (danh pháp khoa học: Celastraceae, đồng nghĩa: Canotiaceae, Chingithamnaceae, Euonymaceae, Goupiaceae, Lophopyxidaceae và Siphonodontaceae trong hệ thống Cronquist), là một họ của khoảng 90-100 chi và 1.300-1.350 loài dây leo, cây bụi và cây gỗ nhỏ, thuộc về bộ Dây gối (Celastrales). Phần lớn các chi của họ này có mặt tại khu vực nhiệt đới, chỉ có chi Celastrus (dây gối), Euonymus và Maytenus là có sự phân bố rộng trong vùng có khí hậu ôn đới.

## Miêu tả
Tên gọi Celastraceae lần đầu tiên do Thomas Baskerville sử dụng vào năm 1839. Trong khoảng thời gian kể từ khi Baskerville lần đầu tiên định nghĩa bộ Celastrales cho tới thế kỷ 21 thì vẫn có các khác biệt lớn trong ý kiến về việc những gì nên đưa vào bên trong bộ và bên trong họ lớn nhất của bộ là họ Celastraceae. Họ Celastraceae là nhóm duy nhất luôn được mọi tác giả đặt trong bộ. Do tính mơ hồ và sự phức tạp trong định nghĩa nó nên họ Celastraceae đã trở thành một nền tảng "đống rác" cho các chi với mối quan hệ mơ hồ. Một vài chi từng được gán vào họ này với sự nghi vấn đáng kể về việc chúng có thực sự thuộc về họ này hay không. Bên cạnh đó, một vài chi mà đúng ra thuộc về họ này (Celastraceae) nhưng lại đã từng được đặt ở những nơi khác.
Vào cuối thế kỷ 20, hai chi Goupia và Forsellesia đã bị loại khỏi họ Celastraceae và khỏi bộ Celastrales. Goupia hiện nay trong bộ Malpighiales. Forsellesia hiện nay trong bộ Crossosomatales. Chi này hiện vẫn là chủ đề tranh luận về việc tên gọi chính xác của nó là Forsellesia hay Glossopetalon.
Sau khi bị đặt ở những nơi khác, các chi Canotia, Brexia, Plagiopteron được phát hiện là thuộc về họ Celastraceae. Họ Hippocrateaceae được phát hiện là xếp lồng sâu bên trong phạm vi họ Celastraceae và vì thế nó không còn được coi là họ tách biệt nữa mà chỉ coi như một phần của họ này.
Năm 2000, Vincent Savolainen và ctv. đã phát hiện thấy 3 họ Lepidobotryaceae, Parnassiaceae và Celastraceae có mối quan hệ họ hàng gần họ cho rằng chúng nên là các bộ phận hợp thành của bộ Celastrales. Họ cũng loại chi Lophopyxis ra khỏi bộ Celastrales. Lophopyxis hiện nay tạo thành một họ đơn chi trong bộ Malpighiales. Trong nghiên cứu DNA năm 2001, Mark Simmons và ctv xác nhận mọi kết quả trên, ngoại trừ vị trí của Lophopyxis và Lepidobotryaceae là những gì họ không lấy mẫu.
Năm 2006, Li-Bing Zhang và Mark Simmons đã tạo ra cây phát sinh loài của bộ Celastrales dựa trên DNA ribosome nhân và lạp lục. Các kết quả của họ chỉ ra rằng Bhesa và Perrottetia đã bị đặt sai chỗ trong họ Celastraceae. Bhesa hiện nay thuộc bộ Malpighiales còn Perrottetia thuộc bộ Huerteales. Zhang và Simmons cũng thấy rằng Pottingeria và Mortonia có quan hệ họ hàng gần gũi với các họ Parnassiaceae và Celastraceae, nhưng không thuộc về cả hai họ này. Hai chi này vì thế chỉ thuộc bộ Celastrales. Họ thấy rằng Siphonodon và Empleuridium là các thành viên thật sự của họ Celastraceae, loại bỏ nghi vấn đáng kể về vị trí của chúng tại đây. Họ cũng chỉ ra rằng họ nhỏ Stackhousiaceae, bao gồm 3 chi, nên được gắn vào trong Celastraceae. Phần lớn các kết quả này đều được xác nhận trong cây phát sinh loài thứ hai của bộ Celastrales, do Mark Simmons và cộng tác viên tạo ra năm 2008.
Nicobariodendron sleumeri, thành viên duy nhất của chi này, vẫn tiếp tục là điều bí ẩn. Nó là cây gỗ nhỏ có trên quần đảo Andaman và Nicobar của Ấn Độ. Người ta biết rất ít về nó và nó chưa bao giờ được lấy mẫu cho thử nghiệm DNA. Nói chung người ta cho rằng nó thuộc về bộ Celastrales nhưng điều này không phải là sự chắc chắn.

## Phân loại
GRIN chia họ này ra thành 4 phân họ, gọi là Celastroideae, Hippocrateoideae, Salacioideae, Stackhousioideae cùng một số chi chưa đặt trong phân họ nào.

### Phân họ Celastroideae
- Acanthothamnus
- Allocassine
- Apatophyllum
- Bhesa? Hiện tại được APG III coi là thuộc họ Centroplacaceae trong bộ Malpighiales.
- Brassiantha
- Brexia
- Brexiella
- Canotia
- Cassine
- Catha (bao gồm cả Dillonia, Lydenburgia?)
- Celastrus (bao gồm cả Monocelastrus)
- Crocoxylon (bao gồm cả Pseudocassine). GRIN coi như là từ đồng nghĩa của Elaeodendron.
- Crossopetalum (bao gồm cả Myginda, Rhacoma)
- Denhamia
- Dicarpellum? APG coi như là từ đồng nghĩa của Salacia trong phân họ Salacioideae.
- Elaeodendron (bao gồm cả Lauridia, Telemachia)
- Empleuridium
- Euonymus (bao gồm cả Pragmotessara, Pragmotropa, Quadripterygium, Sphaerodiscus).
- Evonymopsis
- Fraunhofera
- Gloveria
- Glyptopetalum
- Goniodiscus
- Gyminda
- Gymnosporia? APG coi là từ đồng nghĩa của Maytenus.
- Hartogiella (bao gồm cả Hartogia). GRIN coi như là từ đồng nghĩa của Cassine.
- Hartogiopsis
- Hedraianthera
- Hexaspora
- Hypsophila
- Kokoona
- Lauridia? APG coi như là từ đồng nghĩa của Elaeodendron.
- Lophopetalum (bao gồm cả Solenospermum)
- Lydenburgia? APG coi như là từ đồng nghĩa của Catha.
- Maurocenia
- Maytenus (bao gồm cả Boaria, Gymnosporia, Moya?, Tricerma?)
- Menepetalum
- Microtropis (bao gồm cả Otherodendron, Paracelastrus)
- Monimopetalum
- Mortonia. Có lẽ không thuộc họ này.
- Moya ? APG coi như là từ đồng nghĩa của Maytenus.
- Mystroxylon
- Orthosphenia
- Paxistima (bao gồm cả Pachystima)
- Peripterygia
- Perrottetia? Nay được coi là thuộc bộ Huerteales.
- Platypterocarpus
- Plenckia (bao gồm cả Viposia)
- Pleurostylia (Cathastrum, Herya)
- Polycardia
- Psammomoya
- Pseudosalacia
- Ptelidium
- Pterocelastrus
- Putterlickia
- Quetzalia
- Robsonodendron?
- Rzedowskia
- Salaciopsis (bao gồm cả Lecardia)
- Salvadoropsis
- Sarawakodendron
- Scandivepres. GRIN coi như là từ đồng nghĩa của Acanthothamnus.
- Schaefferia
- Siphonodon (bao gồm cả Capusia)
- Tetrasiphon
- Torralbasia
- Tricerma? APG coi như là từ đồng nghĩa của Maytenus.
- Tripterygium
- Wimmeria
- Xylonymus
- Zinowiewia

### Phân họ Hippocrateoideae
- Anthodon
- Apodostigma
- Arnicratea
- Bequaertia
- Campylostemon
- Cuervea
- Elachyptera
- Helictonema
- Hippocratea (bao gồm cả Hemiangium)
- Hylenaea
- Loeseneriella
- Prionostemma
- Pristimera
- Reissantia
- Semialarium
- Simicratea
- Simirestis
- Tristemonanthus

### Phân họ Stackhousioideae
- Macgregoria
- Stackhousia
- Tripterococcus

### Phân họ Salacioideae
- Cheiloclinium
- Peritassa
- Salacia (bao gồm cả Annulodiscus, Dicarpellum?, Johnia, Salacicratea)
- Salacighia
- Thyrsosalacia
- Tontelea

### Chưa xếp vào phân họ nào
- Katafa
- Nicobariodendron
- Plagiopteron

## Họ Parnassiaceae
Họ này có 2 chi như dưới đây:
- Lepuropetalon hay Lepuropetalum (bao gồm cả Cryptopetalum)
- Parnassia

Tuy nhiên có ý kiến cho rằng họ này nên được coi là một phần của họ Celastraceae và điều này đã được ghi nhận trong hệ thống APG III năm 2009. Chi Parnassia dường như là đơn ngành và có quan hệ chị em với chi Lepuropetalon. Chi Parnassia, cùng với Mortonia và Perrottetia, là nằm trong nhánh có quan hệ chị em với phần còn lại.